# Diversidad sexual en Serbia
Las personas lesbianas, gais, bisexuales y transexuales (LGBT) en Serbia se enfrentan a ciertos desafíos legales y sociales no experimentados por otros residentes. Serbia recoge protecciones legales en contra de la discriminación por orientación sexual e identidad de género en distintos ámbitos, aunque el rechazo social a la homosexualidad está muy extendido y en muchas ocasiones alentado desde la Iglesia ortodoxa, la mayor confesión religiosa del país.

## Aspectos legales
Serbia era un estado vasallo del Imperio Otomano, donde en 1858 se habían legalizado las relaciones homosexuales. Sin embargo, el código criminal del Principado de Serbia de 1860, llamado "Kaznitelni zakon" (Ley de Penas), penalizaba todos los “actos sexuales contra el orden de la naturaleza” con prisión de 6 meses a 4 años.
En 1917 Serbia pasó a formar parte del Reino de Yugoslavia. En 1929 el nuevo Código Criminal prohibió la “lujuria contra natura” (interpretado como sodomía) tanto de relaciones sexuales hetero como homosexuales. Más tarde, en 1959 la  República Federativa Socialista de Yugoslavia cambió esta ley para que sólo fuera aplicable a las relaciones homosexuales y reduciendo la condena de dos a un año de prisión.
En 1977, al igual que varias de las Repúblicas constituyentes de Yugoslavia, la Provincia Autónoma Socialista de Voivodina legalizó la homosexualidad, aunque permaneció prohibida en el resto de Serbia, incluido Kosovo. Sin embargo, en 1990 Voivodina se incorporó al sistema legal de Serbia y las relaciones homosexuales volvieron a prohibirse de nuevo.
En 1994 la República Federal de Yugoslavia descriminalizó la homosexualidad, estableciendo la edad de consentimiento heterosexual en 14 años y la homosexual en 18. Fue en 2006 cuando el Estado de Serbia y Montenegro igualó la edad de consentimiento a los 14 años para todos los casos.
El artículo 62 de la nueva Constitución de Serbia de 2006 definió el matrimonio exclusivamente entre un hombre y una mujer.
Desde los años 2000 se han aprobado una serie de leyes protegiendo la diversidad sexual con el fin de acercarse a la Unión Europea. En 2002 se aprobó la ley de radiodifusión, permitiendo a los medios de comunicación impedir la difusión de información que promueva la discriminación, odio o violencia hacia la orientación sexual entre otras categorías. En 2005 la nueva ley de trabajo prohibió la discriminación por orientación sexual en el empleo, aunque nunca se ha comunicado que alguien haya hecho uso de esta protección.
En 2009 el Parlamento aprobó una ley antidiscriminación que garantiza la igualdad de derechos en todas las áreas con independencia de la orientación sexual y la identidad de género. En 2011  se aprobó una ley de seguridad social que cubre las operaciones de cambio de sexo por el sector público.

## Condiciones sociales

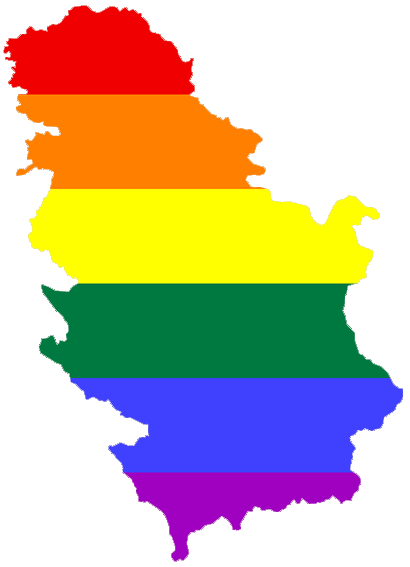
Bandera LGBT con Serbia y Kosovo.

A pesar de que existen numerosas leyes protegiendo de la discriminación a las personas LGBTI, éstas siguen enfrentándose habitualmente a marginación y acoso, promovida en muchos casos desde la Iglesia Ortodoxa. Se han reportado numerosos casos de violencia contra la diversidad sexual, siendo uno de los más brutales el ocurrido durante el Orgullo de Belgrado de 2001. Varios años, el Orgullo LGBT de Belgrado ha tenido que cancelarse ante las amenazas de violencia o por reticencias a la celebración por parte de las propias autoridades.
En 2016 Ana Brnabić se convirtió en la primera lesbiana ministra del país, ocupando el Ministerio de Administraciones Públicas y Asuntos Locales. En junio de 2017 fue propuesta como primera ministra por el presidente Aleksandar Vučić, en un movimiento que algunos han considerado pinkwashing en un intento de acercamiento a la Unión Europea, debido a la falta de medidas efectivas que garanticen una vida digna para toda la población LGBT.